# Anastasiya Kuzmina
Anastasiya Kuzmina  (geboren: Anastasiya Vladimirovna Sjipoelina, Tjoemen, 28 augustus 1984) is een in Rusland geboren Slowaakse biatlete. Ze won de zilveren medaille tijdens de wereldkampioenschappen biatlon 2009 in Pyeongchang en een gouden medaille tijdens de Olympische Winterspelen 2010, 2014 en 2018.
Kuzmina is de zus van de Russische biatleet Anton Sjipoelin; ze is gehuwd met de Israëlische langlaufer Daniel Kuzmin met wie ze een zoon heeft, Jelisej.

## Resultaten

### Olympische Spelen
| Jaar | Plaats      | Resultaten                                                                                                 |
| ---- | ----------- | --- |
| 2010 | Vancouver   | 39e 15 km individueel · 7,5 km sprint · 10 km achtervolging · 8e 12,5 km massastart · 13e 4x6 km estafette |
| 2014 | Sotsji      | 7,5 km sprint                                                                                              |
| 2018 | Pyeongchang | 13 7,5 km sprint · 10 km achtervolging · 15 km individueel · 12,5 km massastart                            |

### Wereldkampioenschappen
| Jaar | Plaats           | Resultaten |
| ---- | ---------------- | --- |
| 2009 | Pyeongchang      | 29e 15 km individueel · 7e 7,5 km sprint · 17e 10 km achtervolging · 12,5 km massastart · 13e 4x6 km estafette · 13e Gemengde estafette |
| 2010 | Chanty-Mansiejsk | 14e Gemengde estafette |
| 2011 | Chanty-Mansiejsk | 9e 15 km individueel · 7,5 km sprint · 6e 10 km achtervolging · 10e 12,5 km massastart · 7e 4x6 km estafette · 12e Gemengde estafette   |
| 2012 | Ruhpolding       | 10e 15 km individueel 10e 7,5 km sprint 19e 10 km achtervolging 8e 12,5 km massastart 8e 4x6 km estafette 7e Gemengde estafette         |

### Wereldbeker
Eindklasseringen
| Seizoen   | Algemeen     | Individueel  | Sprint       | Achtervolging | Massastart   |
| --------- | ------------ | ------------ | ------------ | ------------- | ------------ |
| 2005/2006 | -            | -            | -            | -             | -            |
| 2006/2007 | 61e          | 36e          | -            | -             | -            |
| 2007/2008 | Niet gestart | Niet gestart | Niet gestart | Niet gestart  | Niet gestart |
| 2008/2009 | 30e          | 30e          | 36e          | 40e           | 13e          |
| 2009/2010 | 20e          | 17e          | 26e          | 15e           | 17e          |
| 2010/2011 | 9e           | 23e          | 5e           | 10e           | 15e          |
| 2011/2012 | 10e          | 9e           | 8e           | 12e           | 6e           |
| 2012/2013 | 7e           | 5e           | 9e           | 11e           | 9e           |
| 2013/2014 | 6e           | Brons        | 12e          | 9e            | Zilver       |
| 2014/2015 | Niet gestart | Niet gestart | Niet gestart | Niet gestart  | Niet gestart |
| 2015/2016 | Niet gestart | Niet gestart | Niet gestart | Niet gestart  | Niet gestart |
| 2016/2017 | 40e          | -            | 29e          | 41e           | 42e          |
| 2017/2018 | Zilver       | 22e          | Goud         | Goud          | 6e           |
| 2018/2019 | Brons        | 18e          | Goud         | Brons         | 10e          |

Wereldbekerzeges
| Nr.         | Datum            | Plaats         | Onderdeel           |
| Individueel | Individueel      | Individueel    | Individueel         |
| ----------- | ---------------- | -------------- | ------------------- |
| 1.          | 13 februari 2010 | Vancouver (OS) | 7,5 km sprint       |
| 2.          | 10 december 2010 | Hochfilzen     | 7,5 km sprint       |
| 3.          | 19 maart 2011    | Oslo           | 10 km achtervolging |
| 4.          | 17 januari 2013  | Antholz        | 7,5 km sprint       |
| 5.          | 22 maart 2014    | Oslo           | 10 km achtervolging |
| 6.          | 23 maart 2014    | Oslo           | 12,5 km massastart  |
| 7.          | 9 december 2017  | Hochfilzen     | 10 km achtervolging |
| 8.          | 14 december 2017 | Annecy         | 7,5 km sprint       |
| 9.          | 4 januari 2018   | Oberhof        | 7,5 km sprint       |
| 10.         | 6 januari 2018   | Oberhof        | 10 km achtervolging |
| 11.         | 15 maart 2018    | Oslo           | 7,5 km sprint       |
| 12.         | 23 december 2018 | Nové Město     | 12,5 km massastart  |
| 13.         | 17 januari 2019  | Ruhpolding     | 7,5 km sprint       |
| 14.         | 8 maart 2019     | Östersund (WK) | 7,5 km sprint       |
| 15.         | 21 maart 2019    | Holmenkollen   | 7,5 km sprint       |
| 16.         | 23 maart 2019    | Holmenkollen   | 10 km achtervolging |